# Druschkiwka
Druschkiwka (ukrainisch Дружківка; russisch Дружковка Druschkowka) ist eine Stadt in der Oblast Donezk in der Ukraine mit 30.000 Einwohnern (2025).

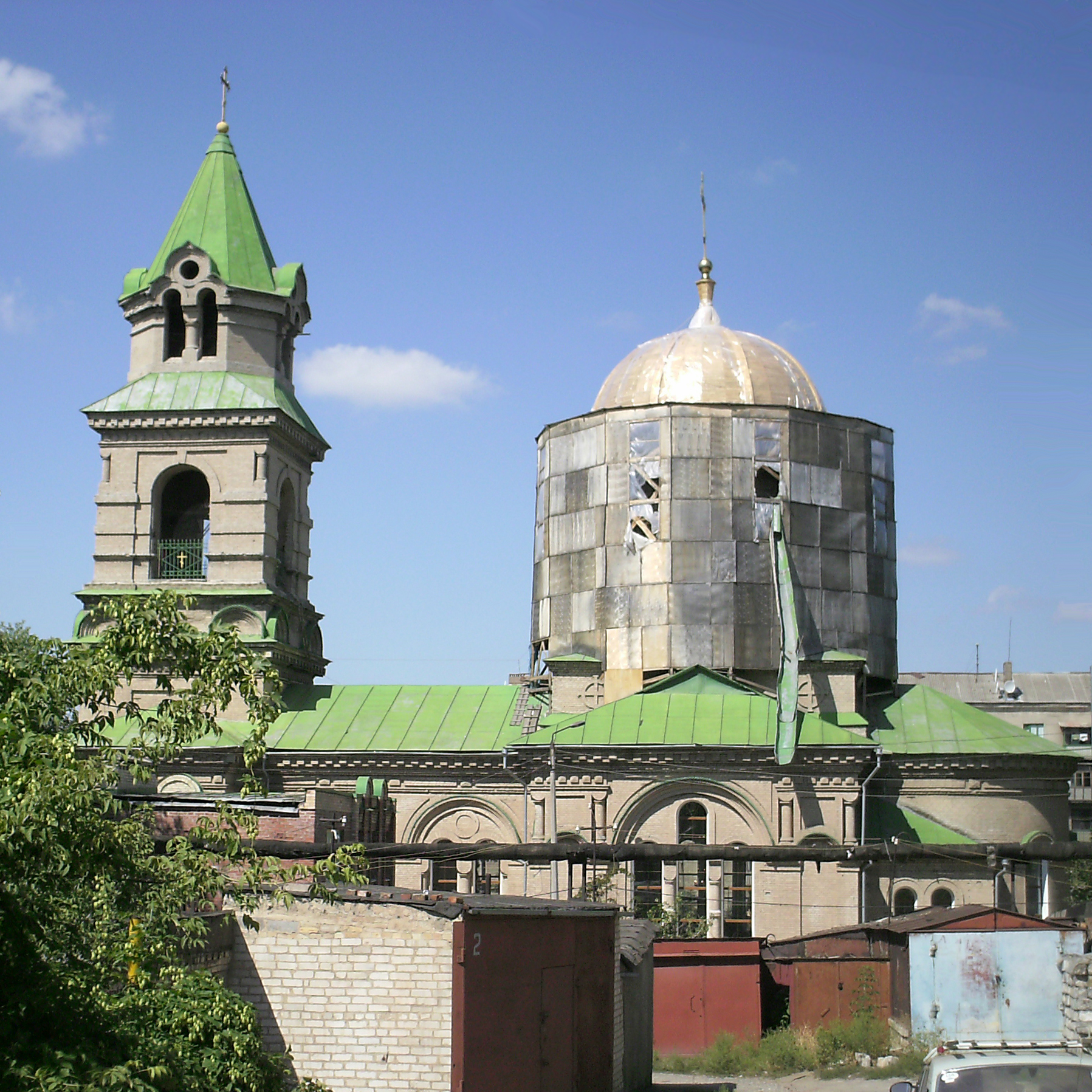
Nikolaus-Kirche in Druschkiwka

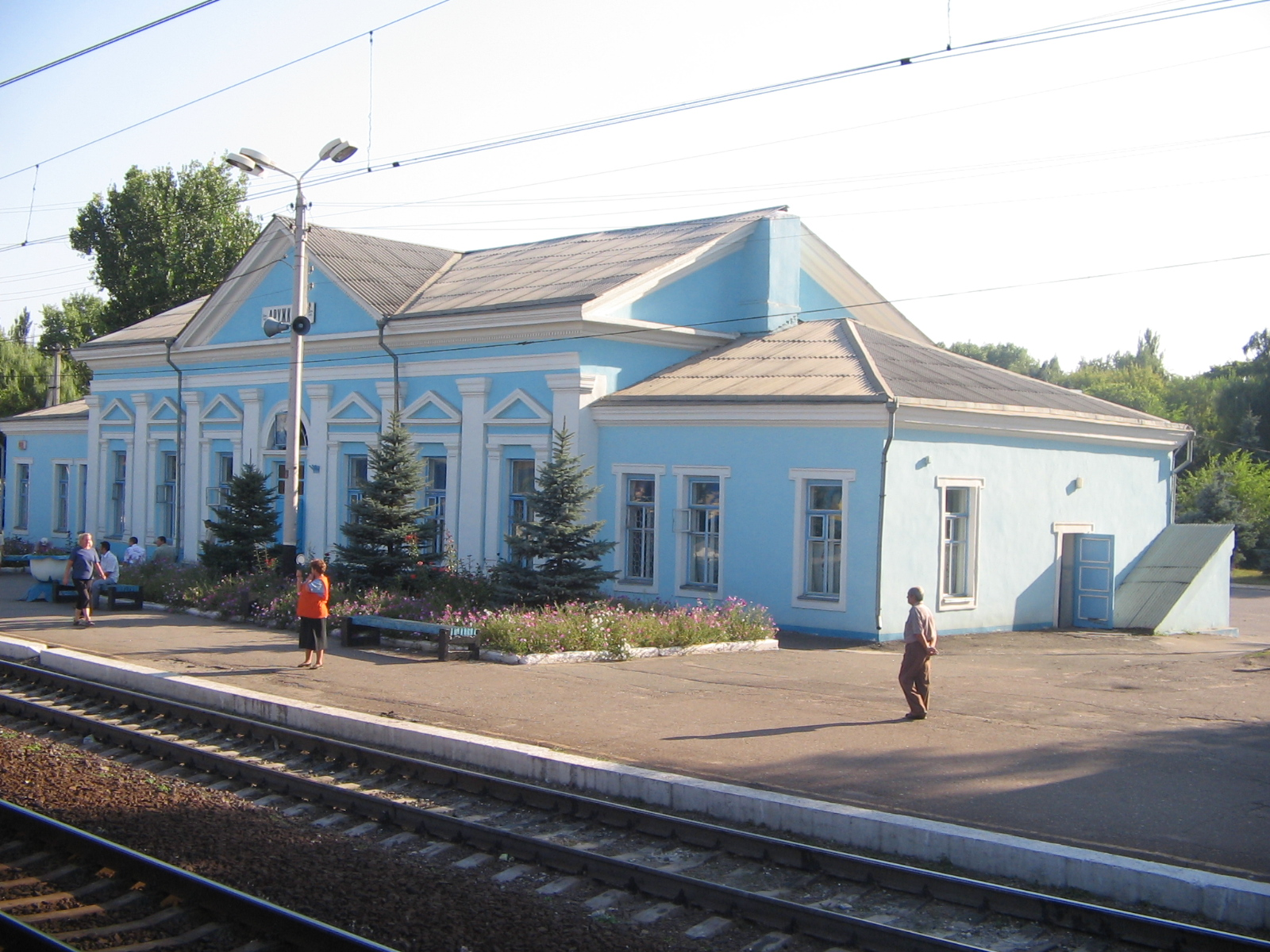
Bahnhof in Druschkiwka

## Geographie

### Geographische Lage
Die Stadt liegt etwa 12 Kilometer südlich von Kramatorsk und 72 Kilometer nördlich der Oblasthauptstadt Donezk gelegen. Sie gehört zur Agglomeration von Kramatorsk und liegt am Zusammenfluss der Flüsse Kasennyj Torez (Казенний Торець) und Krywyj Torez (Кривий Торець).

### Stadtgemeinde
Die Stadtgemeinde hat insgesamt 70.286 Einwohner (2012).

## Geschichte
Der Ort wurde von Zarin Katharina der Großen 1781 gegründet und entwickelte sich stark nach dem Bau der Eisenbahnstrecke Kursk–Charkow–Asow in den 1890er Jahren. Durch die Ansiedlung verschiedener Industriezweige wuchs der Ort in der Sowjetzeit weiter und erhielt 1938 das Stadtrecht. 1945 wurde die bis heute bestehende Straßenbahn Druschkiwka eröffnet, derzeit mit drei von ehemals sechs Linien.

## Verwaltungsgliederung
Am 12. Juni 2020 wurde die Stadt zum Zentrum der neugegründeten Stadtgemeinde Druschkiwka (Дружківська міська громада/Druschkiwska miska hromada). Zu dieser zählen auch die 4 Siedlungen städtischen Typs Nowohryhoriwka, Nowomykolajiwka, Oleksijewo-Druschkiwka und Rajske, die 13 in der untenstehenden Tabelle aufgelisteten Dörfer sowie die 2 Ansiedlungen Pryjut und Starorajske, bis dahin bildete sie die gleichnamige Stadtratsgemeinde Druschkiwka (Дружківська міська рада/Druschkiwska miska rada) welche direkt unter Oblastverwaltung stand und im Norden des ihn umschließenden Rajons Kostjantyniwka lag.
Die Stadtratsgemeinde gliederte sich neben der eigentlichen Stadt wie folgt:
- Druschkiwske (Dorf)
- Oleksijewo-Druschkiwka (Siedlung städtischen Typs)
- Rajske (Siedlung städtischen Typs) mit:
  - Nowohryhoriwka (Siedlung städtischen Typs)
  - Nowomykolajiwka (Siedlung städtischen Typs)
  - Krasnyj Kut (Dorf)
  - Starorajske (Ansiedlung)

Am 17. Juli 2020 wurde der Ort ein Teil des Rajons Kramatorsk.
Folgende Orte sind neben dem Hauptort Druschkiwka Teil der Gemeinde:
| Name                                      | Name                        | Name                                                              |
| ukrainisch transkribiert                  | ukrainisch                  | russisch                                                          |
| ----------------------------------------- | --------------------------- | ----------------------------------------------------------------- |
| Druschkiwske (bis 2016 Tscherwonosorjane) | Дружківське (Червонозоряне) | Дружковское (Druschkowskoje)/Червонозоряное (Tscherwonosorjanoje) |
| Kindratiwka                               | Кіндратівка                 | Кондратовка (Kondratowka)                                         |
| Krasnyj Kut                               | Красний Кут                 | Красный Кут (Krasny Kut)                                          |
| Kurtiwka                                  | Куртівка                    | Куртовка (Kurtowka)                                               |
| Mykolajpillja                             | Миколайпілля                | Николайполье (Nikolaipolje)                                       |
| Nowohryhoriwka                            | Новогригорівка              | Новогригоровка (Nowogrigorowka)                                   |
| Nowomykolajiwka                           | Новомиколаївка              | Новониколаевка (Nowonikolajewka)                                  |
| Nowopawliwka                              | Новопавлівка                | Новопавловка (Nowopawlowka)                                       |
| Oleksijewo-Druschkiwka                    | Олексієво-Дружківка         | Алексеево-Дружковка (Alexejewo-Druschkowka)                       |
| Ossykowe                                  | Осикове                     | Осыково (Ossykowo)                                                |
| Pawliwka                                  | Павлівка                    | Павловка (Pawlowka)                                               |
| Petriwka                                  | Петрівка                    | Петровка (Petrowka)                                               |
| Pryjut                                    | Приют                       | Приют (Prijut)                                                    |
| Rajske                                    | Райське                     | Райское (Raiskoje)                                                |
| Rajske                                    | Райське                     | Райское (Raiskoje)                                                |
| Sofijiwka                                 | Софіївка                    | Софиевка (Sofijewka)                                              |
| Starorajske                               | Старорайське                | Старорайское (Staroraiskoje)                                      |
| Torezke                                   | Торецьке                    | Торецкое (Torezkoje)                                              |
| Torske                                    | Торське                     | Торское (Torskoje)                                                |

## Bevölkerung
| 1923  | 1926  | 1939   | 1959   | 1970   | 1979   | 1989   | 2001   | 2005   | 2016   |
| ----- | ----- | ------ | ------ | ------ | ------ | ------ | ------ | ------ | ------ |
| 3.432 | 5.747 | 31.781 | 43.124 | 53.338 | 64.310 | 73.723 | 64.557 | 63.226 | 58.953 |

Quelle:
Laut der Volkszählung gilt die ukrainische Sprache von 35,5 % der Bevölkerung als Muttersprache.
Volkszählungsdaten für die gesamte Stadtgemeinde von 2001:
| N | Staatsangehörigkeit | Nummer | Ud. Gewicht (%) |
| - | ------------------- | ------ | --------------- |
| 1 | Ukrainer            | 48.302 | 64,40           |
| 2 | Russen              | 24.122 | 32,16           |
| 3 | Armenier            | 612    | 0,82            |
| 4 | Weißrussen          | 490    | 0,65            |
| 5 | Tataren             | 216    | 0,29            |
|   | Gesamt              | 75.006 | 100,00          |

Die Geburtenrate betrug 7,2 pro 1000 Einwohner, die Sterblichkeitsrate 17,9. Der natürliche Rückgang betrug −10,7 und der Wanderungssaldo war mit +1,9 pro 1000 Einwohner positiv.

## Persönlichkeiten
- Maxim Saburow (1900–1977), sowjetischer Politiker
- Leonid Ponomarjow (1937–2019), russischer Physiker